# Satta (album)
Satta è il primo album dei Boozoo Bajou uscito nel 2001.

## Tracce
1. Yma – 6:29
2. Camioux – 5:32
3. Night Over Manaus – 6:19
4. Divers – 5:02
5. Bakar – 5:14
6. Down And Out – 6:06
7. Yoruba Road – 5:36
8. Under My Sensi – 6:01
9. Lava – 4:51
10. Satta – 5:45